# Rozoy-sur-Serre
Pour les articles homonymes, voir Rozoy.
Rozoy-sur-Serre est une commune française située dans le département de l'Aisne, en région Hauts-de-France.

## Géographie
- 1Carte dynamique
- 2Carte OpenStreetMap
- 3Carte topographique
- 4Carte avec les communes environnantes

Bourg de l'ancienne Thiérache, elle est située sur la rive gauche de la Serre.

### Hydrographie
La commune est située dans le bassin Seine-Normandie. Elle est drainée par la Serre, le cours d'eau 01 de la commune de Rozoy-sur-Serre, le cours d'eau 02 du Vivier, le cours d'eau 07 de la commune de Rozoy-sur-Serre, le cours d'eau 08 de la commune de Rozoy-sur-Serre, le cours d'eau 09 de la commune de Rozoy-sur-Serre, le fossé du Fond des Closes, divers bras 01 du Vivier et un autre petit cours d'eau,.
La Serre, d'une longueur de 96 km, prend sa source dans la commune de La Férée, à 265 m d'altitude, et se jette  dans l'Oise (rive gauche) à Danizy, à 52 m d'altitude, après avoir traversé 39 communes. Les caractéristiques hydrologiques du la Serre sont données par la station hydrologique située sur la commune de Montcornet. Le débit moyen mensuel est de 1,32 m3/s. Le débit moyen journalier maximum est de 28,5 m3/s, atteint lors de la crue du 7 janvier 2011. Le débit instantané maximal est quant à lui de 39,4 m3/s, atteint le 23 janvier 2009.

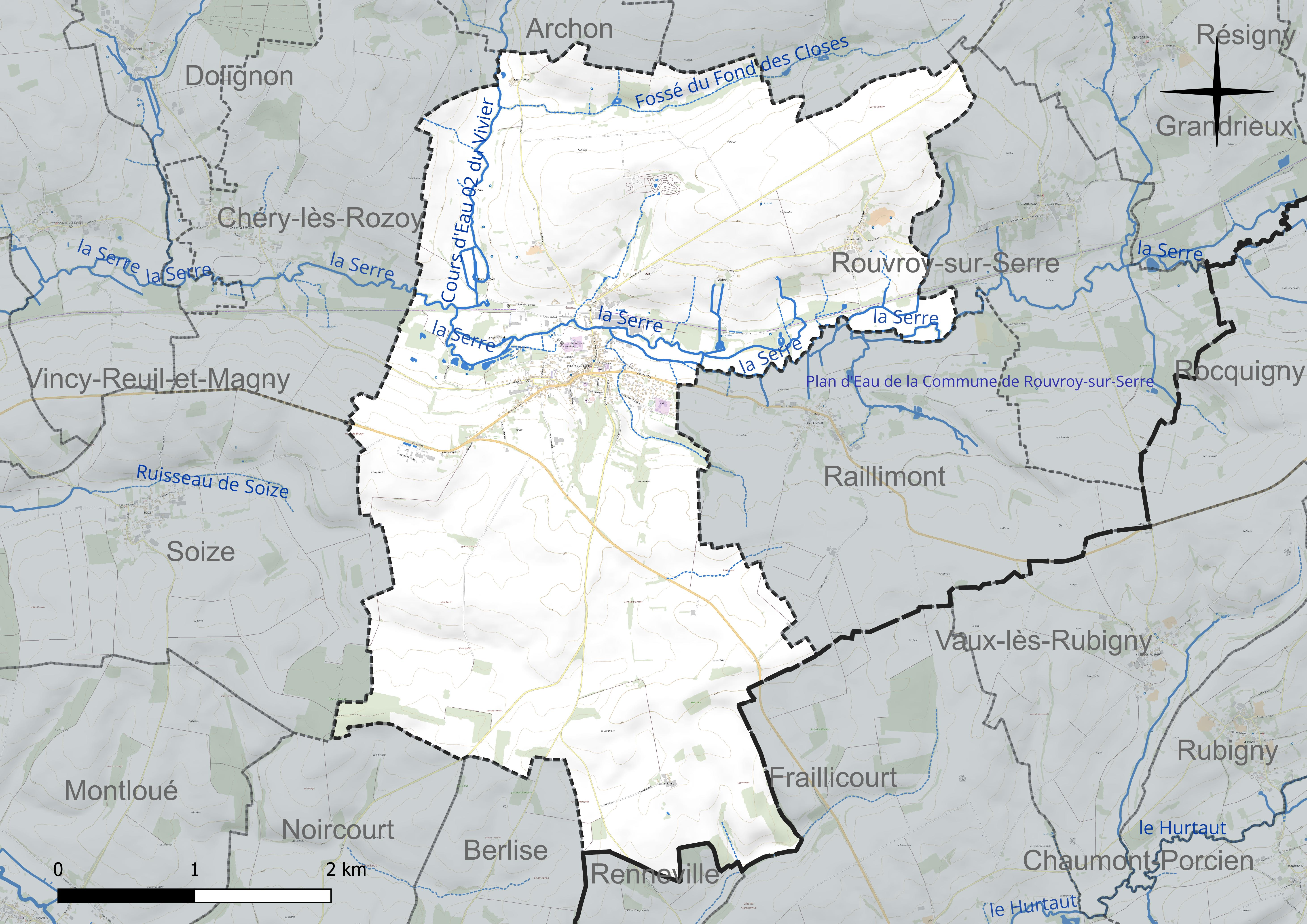
Réseau hydrographique de Rozoy-sur-Serre.

### Climat
Pour des articles plus généraux, voir Climat des Hauts-de-France et Climat de l'Aisne.
En 2010, le climat de la commune est de type climat des marges montargnardes, selon une étude du CNRS s'appuyant sur une série de données couvrant la période 1971-2000. En 2020, Météo-France publie une typologie des climats de la France métropolitaine dans laquelle la commune est exposée à un climat océanique altéré et est dans la région climatique Nord-est du bassin Parisien, caractérisée par un ensoleillement médiocre, une pluviométrie moyenne régulièrement répartie au cours de l'année et un hiver froid (3 °C).
Pour la période 1971-2000, la température annuelle moyenne est de 9,8 °C, avec une amplitude thermique annuelle de 15,7 °C. Le cumul annuel moyen de précipitations est de 894 mm, avec 13,4 jours de précipitations en janvier et 9,3 jours en juillet. Pour la période 1991-2020, la température moyenne annuelle observée sur la station météorologique la plus proche, située sur la commune de Banogne-Recouvrance à 15 km à vol d'oiseau, est de 11,1 °C et le cumul annuel moyen de précipitations est de 773,4 mm,. Pour l'avenir, les paramètres climatiques de la commune estimés pour 2050 selon différents scénarios d'émission de gaz à effet de serre sont consultables sur un site dédié publié par Météo-France en novembre 2022.

## Urbanisme

### Typologie
Au 1er janvier 2024, Rozoy-sur-Serre est catégorisée commune rurale à habitat dispersé, selon la nouvelle grille communale de densité à 7 niveaux définie par l'Insee en 2022.
Elle est située hors unité urbaine et hors attraction des villes,.

### Occupation des sols
L'occupation des sols de la commune, telle qu'elle ressort de la base de données européenne d'occupation biophysique des sols Corine Land Cover (CLC), est marquée par l'importance des territoires agricoles (93,1 % en 2018), une proportion sensiblement équivalente à celle de 1990 (93,3 %). La répartition détaillée en 2018 est la suivante : 
terres arables (63,4 %), prairies (26,8 %), zones urbanisées (6,1 %), zones agricoles hétérogènes (3 %), forêts (0,7 %).
L'évolution de l'occupation des sols de la commune et de ses infrastructures peut être observée sur les différentes représentations cartographiques du territoire : la carte de Cassini (XVIIIe siècle), la carte d'état-major (1820-1866) et les cartes ou photos aériennes de l'IGN pour la période actuelle (1950 à aujourd'hui).

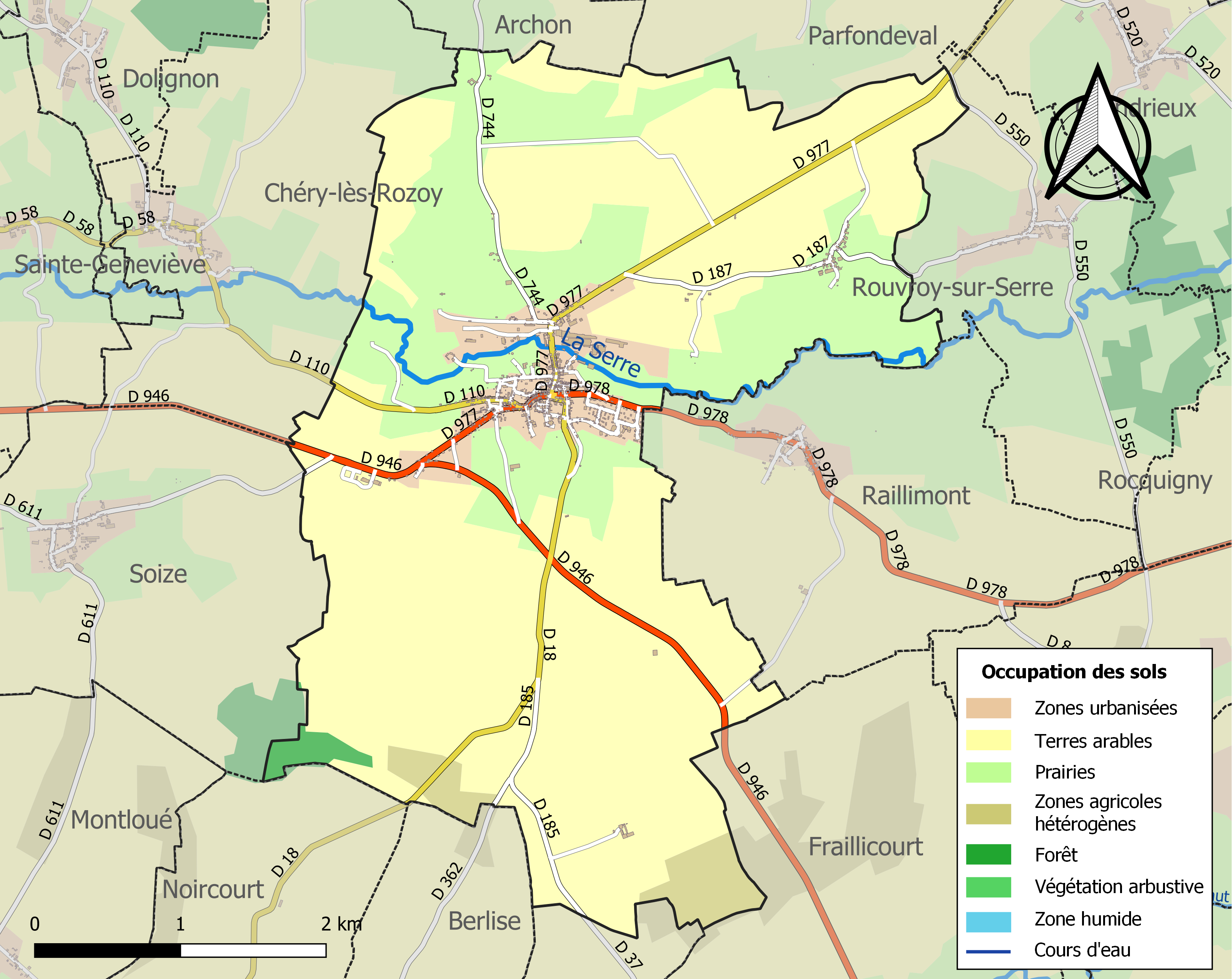
Carte de l'occupation des sols de la commune en 2018 (CLC).

## Toponymie
Le nom de la localité est attesté sous les formes Rosetum (1176) ; Rosetense Capitulum (1186) ; ecclesia Beati-Laurentii-de-Roseto (1233) ; Rosoi, Rosoit (1327) ; Rosoy-en-Thieresche (1337) ; Rosoir-en-Thieraasse (1345) ; Rosoir-en-Thirasse (1346) ; Rosoy (1360) ; Rosoy-en-Thierache (1363) ; Rosoi-en-Theraische (1406) ; Rosoir (1479) ; Rozoy-en-Thiérasche (1562) ; Rozoy-en-Thérache (1574) ; Rozoir (1662) ; Rozoys-et-Apprémont (1745).
Voir Rozoy-le-Vieil.
La Serre est une rivière française, affluent de la rive gauche de l'Oise, donc sous-affluent de la Seine. Elle coule dans les départements des Ardennes et de l'Aisne, dans les anciennes régions Picardie et Champagne-Ardenne, donc dans les nouvelles régions Hauts-de-France et Grand-Est.

Le nom Serre est issu d'un mot celtique pour plusieurs toponymistes comme Albert Dauzat, Ernest Nègre, Charles Rostaing. Le nom vient d'une variante féminine d'un radical pré-celtique ser signifiant « couler, mouvoir rapidement et violemment »,. Une racine indo-européenne *ser- de même signification a été conjecturée,. On retrouve une origine étymologique similaire avec la Sarre et la Sère.

## Histoire
Au VIe siècle, Rozoy est citée dans le récit des miracles de saint Gibrien.
Occupée pendant deux mois par les Espagnols en 1651, le bourg est ruiné, et est pillé en 1653 par les troupes de Condé.
En 1654, le terres de Rosoy et Rethel sont érigées en duché-pairie pour Louis de Gonzague.
En 1595, Charles Ier de Gonzague épouse Catherine de Lorraine
En 1659, Charles II de Gonzague vend Rosoy et Rethel au cardinal de Mazarin.
En 1662, Rosoy est donnée par le cardinal à Hortense Mancini, sa nièce. Elle épouse Armand-Charles de la Porte, duc de la Meilleraie.
En 1747, Rosoy échoit à Louis-Marie-Guy, marquis de Villequier, fils du duc d'Aumont, âgé de quatorze ans. Ils aideront Louis XVI à fuir Paris : « la fuite à Varennes ».
Les maires de Rozoy sur Serre
1790 : François-Louis-Jérôme PRUDHOMME (membre de l'assemblée législative 1791-1792)
1790 : Jacques-François OGE (à partir du 20 juin)
1791 : Michel WUILQUE
1792 : Jean-Louis GAIDE (il devient administrateur du district de Laon en l'an II)
An II : Claude DOUCE
An III : Jean-Baptiste-Simon SORLET
Vers le milieu de l'an IV, les maires s'appellent agents nationaux jusqu'à l'an VIII.
An IV : Jacques BROCHART
An V : Jean-Louis DENEAUX
An VI : Charles-Louis LALLEMAND qui prend le 5 floréal an VIII le titre de maire provisoire.
An VIII : Charles LEGRAND
An XIII : Jacques-François-Isidore BROCHART
1813 : Jean-Evangéliste VIGNON
1815 : Chales-Robert FRESSENCOURT
1821 : Jacques-François PRILLEUX
1830 : Jean-Evangéliste Vignon
1848 : Jules Chalamel (11 avril)
1848-1853 : Pierre-Paul-Joseph Mérest (1808-1876), notaire, conseiller d'arrondissement.
1854 : François-Antoine GOBRON-ROHART
1862 : Gérard-Adolphe MARTIN
1871 : LUNART
1876 : Antoine CHOLET
1880 : CLOUET par intérim
1882 : Nicolas CLOUET
1887 : Louis DECQ
1908 : Edmond FRICOTEAUX [1]
1932 : Henri PICARD
1945 : Albert RICHARD
1953 : René PATE
1965 : Maurice HAGOUEL
1989 : Guy CESCHIUTTI
2001 : Nicolas FRICOTEAUX (arrière-petit-fils d'Edmond)
Source : Rozoy sur Serre et ses environs I-P Mien et Rozoy-info 27 ; février 1998
[1] Pendant l'occupation allemande, de 1914 à 1918, c'est Achille HECART qui fait fonction de maire, Edmond FRICOTEAUX se trouvant mobilisé.
Par arrêté préfectoral du 20 décembre 2016, la commune est détachée le 1er janvier 2017 de l'arrondissement de Laon pour intégrer l'arrondissement de Vervins.

## Politique et administration

### Découpage territorial
La commune de Rozoy-sur-Serre est membre de la communauté de communes des Portes de la Thiérache, un établissement public de coopération intercommunale (EPCI) à fiscalité propre créé le 22 décembre 1997 dont le siège est à Rozoy-sur-Serre. Ce dernier est par ailleurs membre d'autres groupements intercommunaux.
Sur le plan administratif, elle est rattachée à l'arrondissement de Vervins, au département de l'Aisne et à la région Hauts-de-France. Sur le plan électoral, elle dépend du  canton de Vervins pour l'élection des conseillers départementaux, depuis le redécoupage cantonal de 2014 entré en vigueur en 2015, et de la première circonscription de l'Aisne  pour les élections législatives, depuis le dernier découpage électoral de 2010.

### Administration municipale
| Période                                  | Période                   | Identité                  | Étiquette    | Qualité |
| ---------------------------------------- | ------------------------- | ------------------------- | ------------ | --- |
| Les données manquantes sont à compléter. |                           |                           |              | |
| 1848                                     | 1853                      | Pierre Paul Joseph Mérest |              | Notaire (1808-1876) |
| 1862                                     | 1873                      | Gérard Adolphe Martin     |              | Notaire (1800-1873) |
| Les données manquantes sont à compléter. |                           |                           |              | |
| mars 2001                                | avril 2015,               | Nicolas Fricoteaux        | DVD puis UDI | Professeur d'EPS Conseiller général (2008 → 2015) Président du conseil départemental de l'Aisne (avril 2015 → ) Démissionnaire à la suite de son élection de président du conseil départemental |
| 15 avril 2015                            | En cours (au 23 mai 2020) | José Flucher              |              | Commercial assurances Réélu pour le mandat 2020-2026 |

## Démographie
L'évolution du nombre d'habitants est connue à travers les recensements de la population effectués dans la commune depuis 1793. Pour les communes de moins de 10 000 habitants, une enquête de recensement portant sur toute la population est réalisée tous les cinq ans, les populations de référence des années intermédiaires étant quant à elles estimées par interpolation ou extrapolation. Pour la commune, le premier recensement exhaustif entrant dans le cadre du nouveau dispositif a été réalisé en 2006.

En 2022, la commune comptait 922 habitants, en évolution de −8,35 % par rapport à 2016 (Aisne : −1,97 %, France hors Mayotte : +2,11 %).
| 1793  | 1800  | 1806  | 1821  | 1831  | 1836  | 1841  | 1846  | 1851  |
| ----- | ----- | ----- | ----- | ----- | ----- | ----- | ----- | ----- |
| 1 364 | 1 458 | 1 870 | 1 464 | 1 633 | 1 692 | 1 695 | 1 724 | 1 733 |

| 1856  | 1861  | 1866  | 1872  | 1876  | 1881  | 1886  | 1891  | 1896  |
| ----- | ----- | ----- | ----- | ----- | ----- | ----- | ----- | ----- |
| 1 648 | 1 724 | 1 578 | 1 475 | 1 405 | 1 418 | 1 445 | 1 450 | 1 393 |

| 1901  | 1906  | 1911  | 1921  | 1926  | 1931  | 1936  | 1946  | 1954  |
| ----- | ----- | ----- | ----- | ----- | ----- | ----- | ----- | ----- |
| 1 379 | 1 352 | 1 283 | 1 243 | 1 370 | 1 280 | 1 357 | 1 223 | 1 037 |

| 1962  | 1968  | 1975  | 1982  | 1990  | 1999  | 2006  | 2011  | 2016  |
| ----- | ----- | ----- | ----- | ----- | ----- | ----- | ----- | ----- |
| 1 132 | 1 201 | 1 315 | 1 187 | 1 095 | 1 079 | 1 039 | 1 021 | 1 006 |

| 2021 | 2022 | - | - | - | - | - | - | - |
| ---- | ---- | - | - | - | - | - | - | - |
| 949  | 922  | - | - | - | - | - | - | - |

## Culture locale et patrimoine

### Lieux et monuments
- La ville possède trois églises[1] :

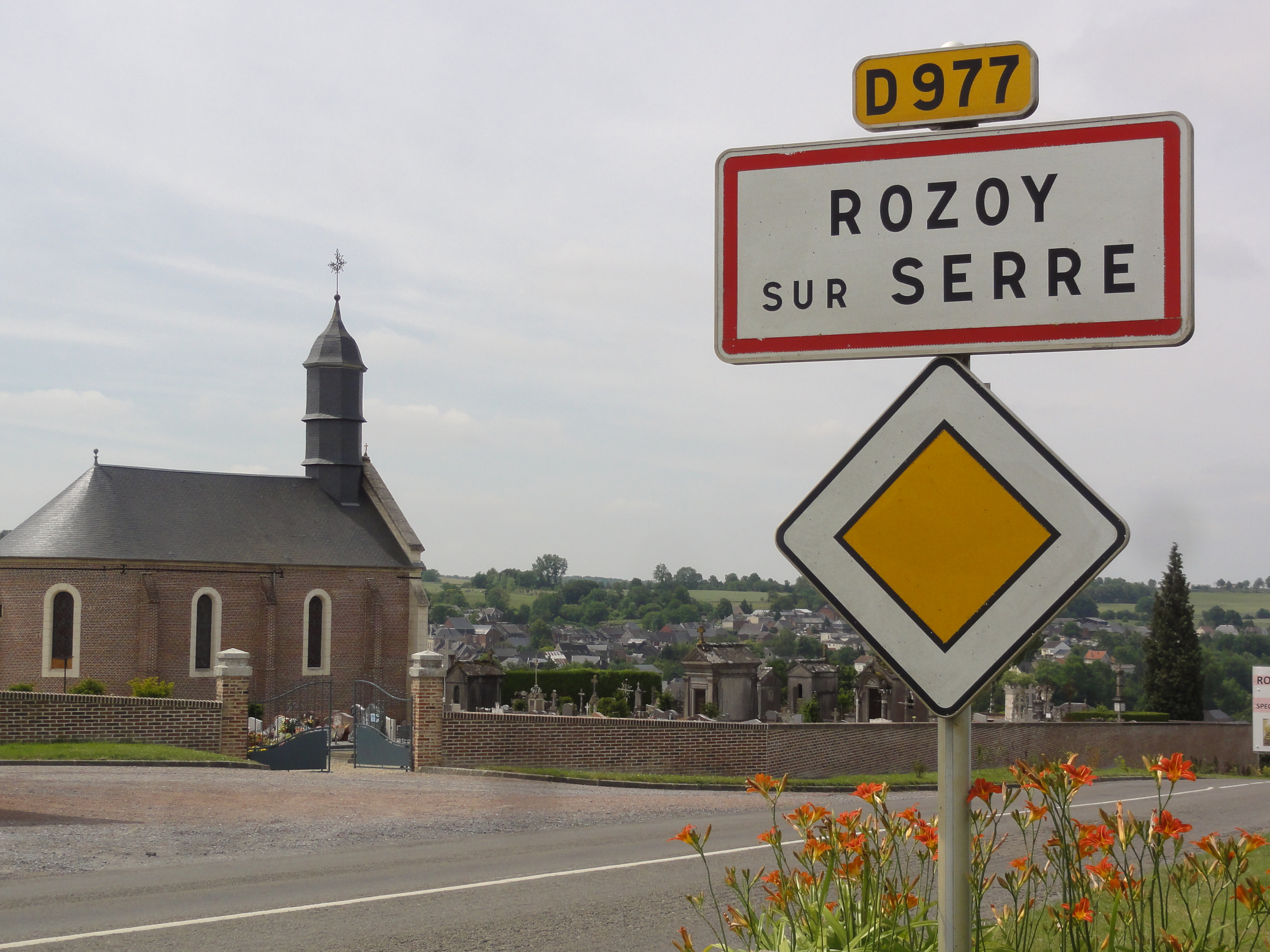
Le cimetière avec sa chapelle à l'entrée de Rozoy-sur-Serre.

  - la plus ancienne, dédiée à la Vierge, était située sur la rive droite de la Serre ;
  - l'église de Sainte-Catherine abrite aujourd'hui l'hôtel de ville ;
  - l'ancienne collégiale Saint-Laurent, église fortifiée classée « monument historique » en 1986. Cet édifice contient notamment  un bas-relief du martyre de saint Quentin (1788)  Classé MH (1905) qui ornait l'autel de la chapelle Saint-Quentin de la cathédrale d'Amiens. Le bas-relief fut donné en 1853 par l'évêque d'Amiens à l'église Saint-Quentin de Sailly-Laurette. L'église de Sailly-Laurette fut détruite pendant la Grande Guerre, le bas-relief fut déclaré détruit. Il est conservé depuis une date inconnue dans l'église de Rozoy-sur-Serre. Le Musée de Picardie conserve de cette œuvre un bas-relief préparatoire en plâtre, de taille réduite. L'œuvre est attribuée à Jean-Baptiste Carpentier.

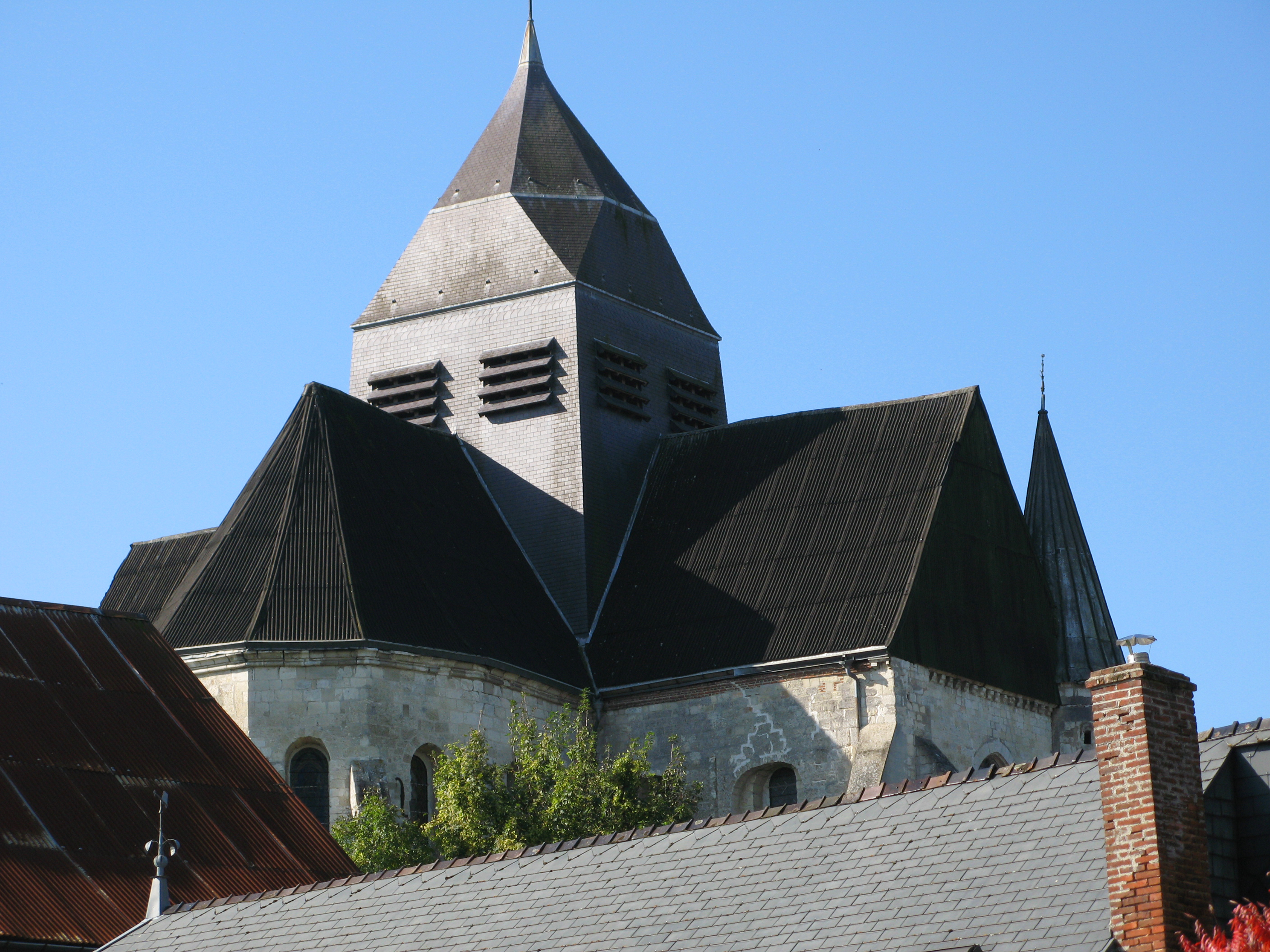
Église Saint-Laurent, chevet et transept vus du nord.
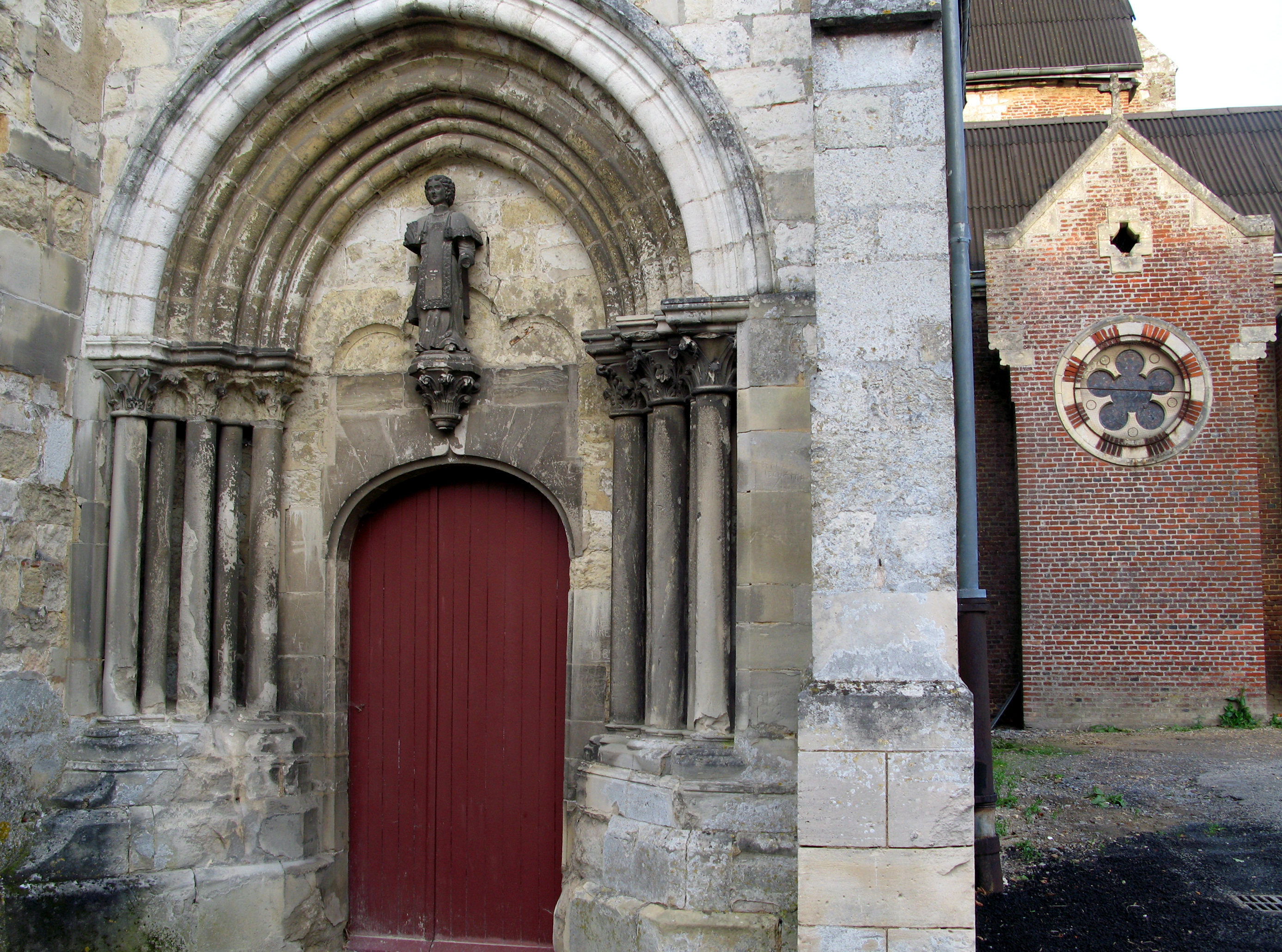
Le peu de recul devant le portail était une des composantes de la « défense », les maisons en face constituant un rempart.
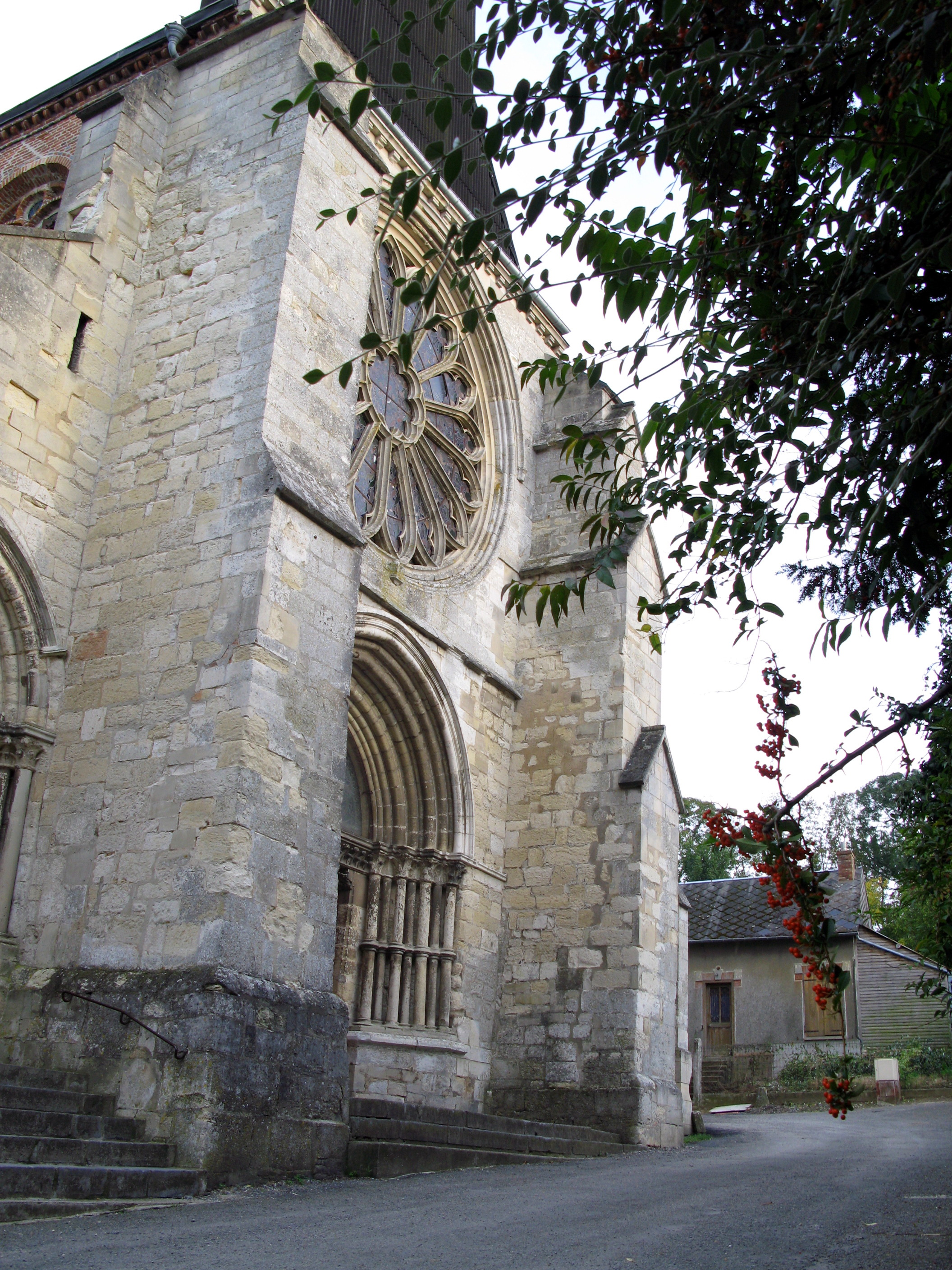
Le portail central (façade ouest) de l'église fortifiée.

- La chapelle Notre-Dame avec le cimetière.
- Le monument aux morts.

### Personnalités liées à la commune
Par ordre chronologique des naissances :
- Gaucher V de Châtillon fut seigneur de Rozoy en janvier 1289.
- Hugues Sureau Du Rosier (1530-1575), pasteur réformé.
- Hortense Mancini (1646-1699), duchesse de Mazarin, comtesse de Rozoy, inhumée dans l'église Saint-Laurent.
- Jean Ogé (1755-1807), curé de Saint-Pierremont, député du clergé aux États généraux de 1789 pour le bailliage du Vermandois.
- Pierre Louis Charles de Failly (1810-1892), général de division.
- Pierre Paul Joseph Mérest, né à Ribemont, le 5 avril 1808, mort le 31 mai 1876 à Rozoy. Ancien notaire, ancien maire de Rozoy-sur-Serre. Mérest fut nommé notaire à Rozoy en 1834. Il fut nommé maire de Rozoy par ses concitoyens en 1848. Peu de temps après 1849, il fut nommé suppléant du juge de paix de son canton. En 1853, forcé de s'éloigner de Rozoy pour accompagner à Paris sa fille qui y terminait son éducation, il donna sa démission de maire. Nommé en 1858 membre du conseil d'arrondissement de Laon par la majorité des électeurs de son canton. En 1871, il fut nommé conseiller général de l'Aisne par les électeurs de son canton en remplacement de son beau-frère. Le ministre de l'Instruction publique le nomma, en décembre 1874, officier d'Académie. Source : lavieremoise.free.fr
- Gérard Adolphe Martin, né à Rozoy-sur-Serre le 17 août 1800, mort le 28 août 1873. Maire de Rozoy-sur-Serre, membre du conseil général, chevalier de la Légion d'honneur, officier d'académie. En 1821, il fut reçu licencié en droit ; en 1827, il fut nommé notaire dans sa ville natale. Élu membre du conseil général du département de l'Aisne, en 1845, il fut réélu en 1848, 1852 et 1867. Membre du conseil académique de l'Aisne, en 1850, il fut nommé aux mêmes fonctions, par le ministre, en 1852, et après la suppression de l'académie de l'Aisne, nommé membre du conseil départemental de l'instruction publique en 1854, 1858, 1860, 1863 et 1866, nommé maire de Rozoy-sur-Serre, en 1862. Martin fut renommé en 1865. Cette même année il reçut, en récompense de ses services dans les nombreuses fonctions publiques qu'il avait remplies, la croix de chevalier de l'ordre impérial de la Légion d'honneur ; en 1867, le titre d'officier d'académie lui fut conféré. Source : lavieremoise.free.fr

### Héraldique
| Blason de Rozoy-sur-Serre | Blason  | D'argent aux trois roses de gueules boutonnées d'or. Ornements extérieursCroix de guerre 1914-1918 Devise / CriRosa inter flores (Rose au milieu des fleurs) |
| Blason de Rozoy-sur-Serre | Détails | Armes parlantes. Le statut officiel du blason reste à déterminer.                                                                                            |